# Quận Smyth, Virginia
Quận Smyth là một quận thuộc tiểu bang Virginia, Hoa Kỳ.
Quận này được đặt tên theo. Theo điều tra dân số của Cục điều tra dân số Hoa Kỳ năm 2000, quận có dân số 33.081 người. Quận lỵ đóng ở Marion6.

## Địa lý
Theo Cục điều tra dân số Hoa Kỳ, quận có diện tích 1171 km2, trong đó có km2 (0,05%)  là diện tích mặt nước.